# Pleasant Grove (Alabama)
Pour les articles homonymes, voir Pleasant Grove.
La ville américaine de Pleasant Grove est située dans le comté de  Jefferson, dans l’État de l’Alabama. Lors du recensement de 2010, sa population s’élevait à 10 110 habitants. Pleasant Grove fait partie de l’agglomération de Birmingham.

## Démographie
| 1940  | 1950  | 1960  | 1970  | 1980  | 1990  | 2000  | 2010   |
| ----- | ----- | ----- | ----- | ----- | ----- | ----- | ------ |
| 1 066 | 1 802 | 3 097 | 5 090 | 7 102 | 8 458 | 9 983 | 10 110 |

## Source
- (en) Cet article est partiellement ou en totalité issu de l’article de Wikipédia en anglais intitulé « Pleasant Grove, Alabama » (voir la liste des auteurs).